# Reeßum
Reeßum er en kommune i Samtgemeinde Sottrum med knap 1700 indbyggere (2013). Den ligger i den sydvestlige del af Landkreis Rotenburg (Wümme), i den nordlige del af den tyske delstat Niedersachsen. Samtgemeindens administration ligger i byen Sottrum.

## Geografi
I kommunen ligger, ud over hovedbyen Reeßum, de tidligere selvstændige kommuner/landsbyer, Clüversborstel, Schleeßel og Taaken, som blev indlemmet i 1974 . Floden Wieste, der er en biflod til Wümme, løber gennem kommunen